# Condemned: Criminal Origins
Condemned: Criminal Origins – gra komputerowa stworzona przez firmę Monolith Productions gatunku survival horror. Dostępna na system Microsoft Windows, Xbox 360.

## Fabuła
W grze wcielamy się w postać Ethana Thomasa, agenta FBI zajmującego się seryjnymi morderstwami. W grze można walczyć wręcz (pięści, przedmioty), lub za pomocą broni palnej. Będziemy przemierzać najbardziej tajemnicze miejsca w poszukiwaniu jakichkolwiek wskazówek i tropiąc seryjnych morderców. Można używać także służbowej komórki. Na koniec staniemy oko w oko ze słynnym Serial Killer X.